# Esbly
Esbly (franskt uttal: [ɛsbli]
 ( lyssna)) är en kommun i departementet Seine-et-Marne i regionen Île-de-France i norra Frankrike. Kommunen ligger i kantonen Serris som tillhör arrondissementet Torcy. År 2022 hade Esbly 6 237 invånare.

## Befolkningsutveckling
| Befolkningsutvecklingen i Esbly 1968–2021 | Befolkningsutvecklingen i Esbly 1968–2021 | Befolkningsutvecklingen i Esbly 1968–2021 | Befolkningsutvecklingen i Esbly 1968–2021 | Befolkningsutvecklingen i Esbly 1968–2021 |
| ----------------------------------------- | ----------------------------------------- | ----------------------------------------- | ----------------------------------------- | ----------------------------------------- |
|                                           |                                           |                                           |                                           |                                           |
| År                                        |                                           |                                           | Folkmängd                                 |                                           |
| 1968                                      | 1968                                      |                                           | 2 433                                     |                                           |
| 1975                                      | 1975                                      |                                           | 4 035                                     |                                           |
| 1982                                      | 1982                                      |                                           | 4 218                                     |                                           |
| 1990                                      | 1990                                      |                                           | 4 488                                     |                                           |
| 1999                                      | 1999                                      |                                           | 5 131                                     |                                           |
| 2007                                      | 2007                                      |                                           | 5 552                                     |                                           |
| 2015                                      | 2015                                      |                                           | 6 192                                     |                                           |
| 2021                                      | 2021                                      |                                           | 6 402                                     |                                           |